# مايك رودس
مايك رودس (بالإنجليزية: Mike Rhodes)‏ هو لاعب كرة قدم أمريكية أمريكي، ولد في 22 يناير 1966.

## وصلات خارجية
- مايك رودس على موقع JustSportsStats.com (الإنجليزية)
- مايك رودس على موقع كلية كرة القدم في سبورتس رفرنس.كوم (الإنجليزية)